# Austràlia
|  | Aquest article tracta sobre el país d'Oceania. Vegeu-ne altres significats a «Austràlia (desambiguació)». |

Mapa polític

Austràlia (en anglès, Australia), oficialment la Mancomunitat d'Austràlia (en anglès: Commonwealth of Australia), és un estat de l'hemisferi sud que conforma un continent; i que inclou, a més, diverses illes petites dels oceans Pacífic i Índic. L'Austràlia continental té una extensió de 7,69 milions de quilòmetres quadrats i és, alhora, l'illa més gran del món, però el continent més petit; Austràlia és, de fet, la part principal del continent oceànic; l'estat australià comprèn, a més, l'illa de Tasmània i diverses dependències, com les illes Christmas i Norfolk. Els països veïns en són Nova Zelanda, al sud-est; i, al nord, Indonèsia, el Timor Oriental i Papua Nova Guinea, del qual està separada per l'estret de Torres. Banyen Austràlia els mars de Timor i Arafura al nord, el mar del Corall i el mar de Tasmània a l'est, l'oceà Antàrtic al sud i l'oceà Índic a l'oest.
De nord a sud té uns 3.700 quilòmetres, mentre que d'est a oest en té uns 4.000. És el sisè estat més gran del planeta després de Rússia, el Canadà, la Xina, els Estats Units i el Brasil; però la seva població no arriba als 20 milions de persones. El sostre del país és el mont Kosciusko, amb 2.228 metres d'altitud. El riu principal n'és el Murray, amb 2.575 quilòmetres de longitud.
L'Austràlia continental ha estat habitada per indígenes australians durant més de 42.000 anys. Després de les visites esporàdiques de pescadors del nord, i dels exploradors i comerciants europeus al segle xvii, la meitat oriental del continent va ser reclamada pels britànics el 1770 i oficialment habitada com a penal amb el nom de la colònia de Nova Gal·les del Sud, el 6 de gener de 1788. En créixer la població i en ser explorades noves àrees, cinc colònies autònomes més de la corona van ser establertes successivament en el curs del segle xix. L'1 de gener del 1901, les sis colònies es van federar per a formar la Mancomunitat d'Austràlia. Des de la creació de la federació, Austràlia ha mantingut un sistema liberal i democràtic i és membre de la Comunitat Britànica de Nacions. La capital de la federació és Canberra, tot i que la majoria de la població australiana viu a les ciutats costaneres de Sydney, Melbourne, Brisbane i Adelaida.

## Etimologia

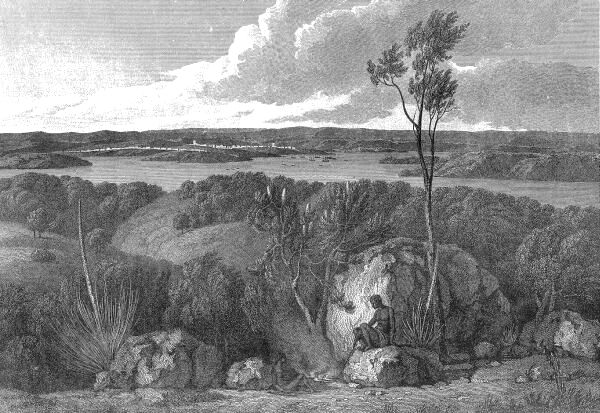
El Port Jackson, lloc on es va fundar la ciutat de Sydney, dA Voyage to Terra Australis

El nom d'Austràlia es deriva del llatí Australis, que significa 'Meridional' o 'del Sud'. Les llegendes d'una "terra desconeguda del sud" (terra australis incognita) daten des de l'època romana i es presentaven en els mapes geogràfics de l'edat mitjana, tot i que no hi havia cap coneixement d'un continent a l'hemisferi sud. La primera vegada que hom va fer ús del nom Australia en anglès fou el 1625, en les paraules: "A note of Australia del Espíritu Santo, written by Master Hakluyt", publicat per Samuel Purchas en Hakluytus Posthumus.
L'adjectiu neerlandès Australische va ser utilitzat pels oficials de Batàvia, per a referir-se a la terra descoberta al sud el 1638. Gabriel de Goigny, sota el pseudònim de Jacques Sadeur, en va fer ús en la seva traducció de Les Aventures de Jacques Sadeur dans la Découverte e le Voyage de la Terre Australe, el 1692. Posteriorment, Alexander Dalrymple va utilitzar la denominació en la seva obra An Historical Collecion of Voyages and Discoveries in the South Pacific Ocean (1771), per a referir-se a tota la regió de Pacífic meridional. El 1793, George Shaw i sir Edward Smith van publicar l'obra Zoology and botanny of New Holland, que contenia la frase "… de la vasta illa, o més aviat, continent d'Austràlia, Australàsia o Nova Holanda".
El terme Austràlia es va fer popular a partir de l'obra A Voyage to Terra Australis del navegant Matthew Flinders, la primera persona a circumnavegar l'illa. El governador Lachlan Macquarie, de Nova Gal·les del Sud, va utilitzar aquesta denominació en les seves missives a Anglaterra i el 12 de desembre del 1817 va recomanar que l'Oficina Colonial en fes ús oficialment. El 1824, l'almirallat va acceptar oficialment la denominació per referir-se a l'illa.

## Història
Els primers habitants d'Austràlia hi van arribar fa 42.000 o 48.000 anys, immigrants nòmades caçadors-recol·lectors amb una cultura oral complexa, amb valors espirituals basats en la reverència a la Terra i en la creença en el temps del somni. La cultura dels habitants de les illes de l'estret de Torres i de la regió més al nord de Queensland posseïxen una cultura diferenciada a la dels aborígens australians.

Evolució de les colònies australianes

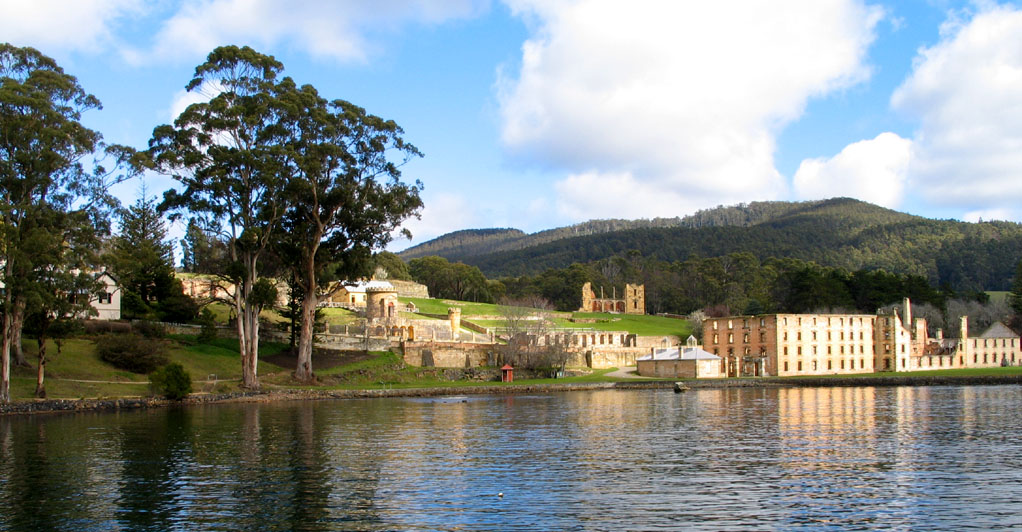
El Port Arthur, a Tasmània, era la colònia penal més gran d'Austràlia

El primer europeu a albirar territori australià va ser el navegant neerlandès Willem Jansz, que albiraria la costa del Cap de la península de York el 1606. Durant el segle xvii, els neerlandesos van mapar les costes oest i nord del territori que van anomenar Nova Holanda, però no van assentar-s'hi. El 1770, James Cook va navegar per la costa est d'Austràlia i la va mapar, anomenant el territori Nova Gal·les del Sud i la va reclamar per al Regne Unit. Després d'aquestes expedicions, Austràlia esdevindria una colònia penal després de la independència de les colònies americanes, el territori de les quals era utilitzat amb aquest propòsit.
La colònia de Nova Gal·les del Sud de la corona britànica va iniciar el primer assentament a Port Jackson, dirigit pel capità Arthur Phillip que havia comandat la First Fleet (Primera Flota) amb els primers colons, el 26 de gener del 1788. Aquesta data s'ha convertit en el dia nacional d'Austràlia, la diada d'Austràlia. La terra de Van Diemen's, avui dia coneguda com a Tasmània, va ser habitada pels europeus el 1803 i es va convertir en una colònia separada de Nova Gal·les del Sud el 1825. El Regne Unit va reclamar la regió occidental d'Austràlia el 1829. Es van crear diverses colònies a partir del territori de la colònia de Nova Gal·les del Sud: Austràlia meridional, el 1836, Victòria el 1851 i Queensland el 1859. El Territori del Nord es va fundar el 1863 com a part de la Província d'Austràlia Meridional. Aquesta província fa ser fundada com a "província lliure", és a dir, mai no seria una colònia penal. Victòria i Austràlia occidental també van ser fundades com a colònies "lliures", però, després van acceptar convictes transportats. La transportació dels convictes cap a Austràlia va ser eliminada gradualment entre 1840 i 1864.
Una febre d'or va començar a Austràlia durant la dècada de 1850 portant-hi més immigrants. La rebel·lió de la pressió militar d'Eureka el 1854 va ser una expressió del nacionalisme australià. Entre 1850 i 1890, les sis colònies van rebre més responsabilitats governamentals i autonomia, amb la capacitat de gestionar molts dels afers interns i alhora continuar com a membres de l'Imperi britànic. L'Oficina Colonial a Londres va conservar el control dels afers internacionals, la defensa i el transport internacional. L'1 de gener del 1901 es va formar una federació de totes les colònies després d'una dècada de plantejament i de consultes, i la Mancomunitat d'Austràlia va néixer, com a domini de l'Imperi britànic. El Territori de la Capital Australiana es va separar de Nova Gal·les del Sud el 1911 com a regió per a la capital de la federació, Canberra. Melbourne en seria capital de 1901 a 1927. El control del Territori del Nord va ser transferit del govern d'Austràlia meridional al govern federal el 1911. Austràlia va participar voluntàriament en la Primera Guerra Mundial i la Segona Guerra Mundial al costat dels Aliats. De fet, durant la Primera Guerra Mundial, els soldats asutralians van participar per primer cop de manera independent en conflictes internacionals -si bé integrats en el Cos d'exèrcit d'Austràlia i Nova Zelanda (ANZAC)- i van patir grans baixes a la batalla de Gal·lípoli, motiu pel qual, cada 25 d'abril se celebra l'ANZAC Day.
L'estatut de Westminster, el 1931, va acabar formalment els enllaços constitucionals entre Austràlia i el Regne Unit, però, Austràlia no va adoptar l'estatut sinó fins al 1942. Després de la derrota del Regne Unit a Àsia el 1942 durant la Segona Guerra mundial i l'amenaça d'una invasió japonesa, va fer que Austràlia tornés als Estats Units per protecció. Des del 1951, Austràlia ha estat un aliat militar dels Estats Units sota el tractat ANZUS. Després de la Segona Guerra mundial, Austràlia va promoure la immigració massiva d'Europa; des de la dècada de 1970 i de l'abolició de la política d'Austràlia blanca, es va promoure també la immigració d'Àsia i d'altres regions del món. Com a resultat, la demografia, la cultura i la imatge d'Austràlia han estat radicalment transformades. Els últims enllaços constitucionals entre Austràlia i el Regne Unit van ser trencats el 1986 amb l'aprovació de l'acte d'Austràlia, el qual va acabar amb el paper britànic sobre els estats australians, i anul·lant l'apel·lació judicial al Comitè Judicial del Consell Privat de la monarquia britànica. Els votants australians van rebutjar la transformació de la monarquia parlamentària en una república el 1999 amb una majoria del 55%. Des de l'elecció del govern de Whitlam, el 1972, s'ha incrementat l'èmfasi del futur de la nació com a part de la regió d'Àsia i del Pacífic.

## Geografia física
La superfície de la Mancomunitat d'Austràlia és de 7.686.850 km². El continent i les illes adjacents es troben sobre la placa Indoaustraliana. L'illa està envoltada per l'oceà Índic i l'oceà Pacífic —la secció de l'oceà Índic al sud d'Austràlia es coneix, localment com l'oceà del Sud. El continent australià està separat de l'Àsia per la mar d'Arafura i la mar de Timor. Austràlia té una extensió de costes de 31.218 km², excloent-hi les costes de les illes adjacents. Austràlia reclama una zona econòmica exclusiva de 8.148.250 km². Aquesta zona econòmica exclusiva no inclou el Territori Antàrtic Australià.
El continent australià es divideix en tres àrees estructurals clarament diferenciades:
- els plegaments orientals,
- les terres baixes del centre, i
- el massís occidental.

La Gran Barrera de Corall, la barrera de corall més gran del món, es troba a poca distància de la costa nord-est i s'estén per més de 2.000 km. El mont Augustus, el monòlit més gran del món, es localitza a l'Austràlia occidental. Amb una altitud de 2.228 metres, el mont Kosciuszko, sobre les serralades australianes o Great Dividing Range, és el punt més alt del continent australià, tot i que el pic de Mawson, que es troba al remot territori australià de l'Illa de Heard, té una altitud de 2.745 m.

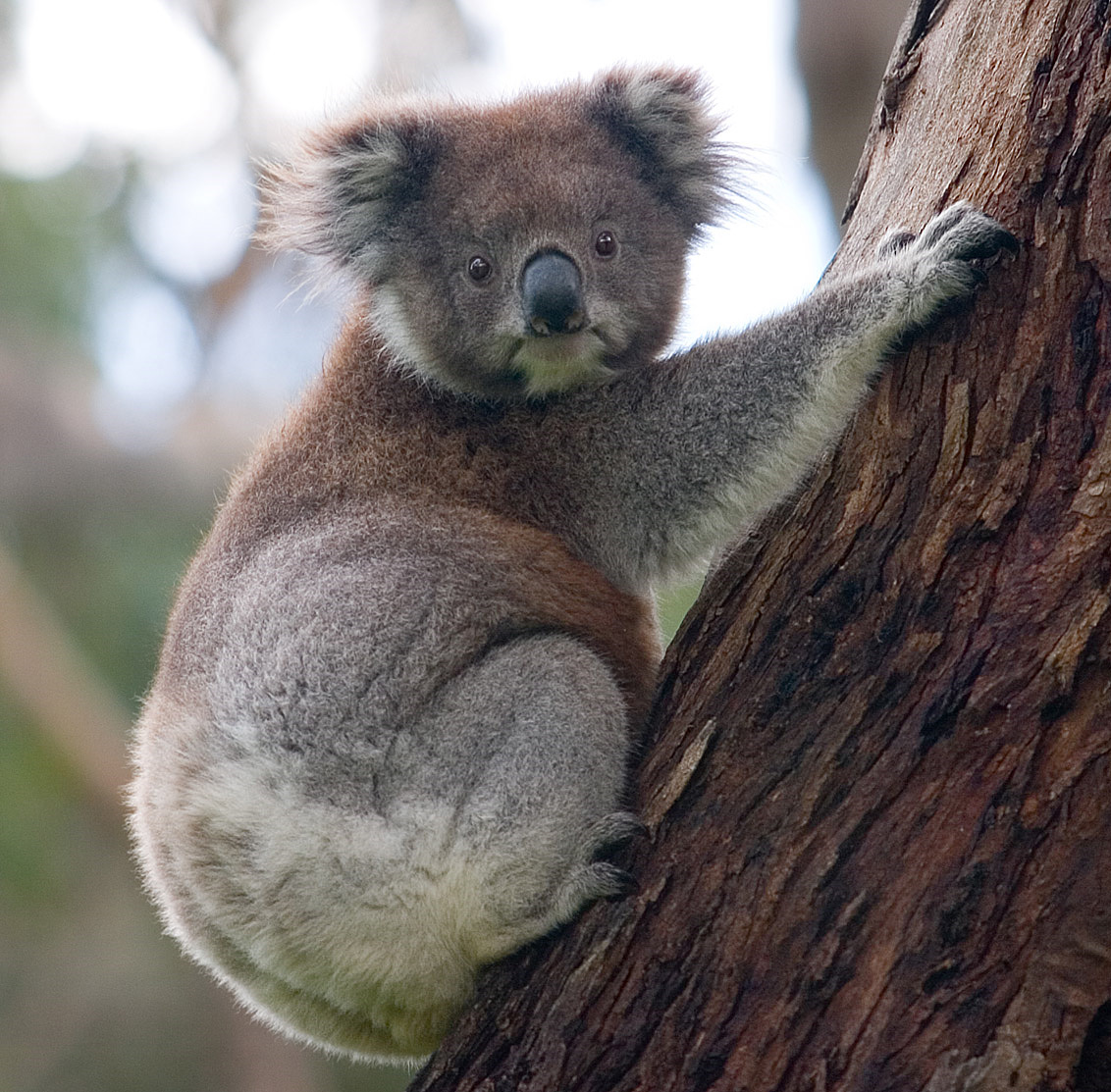
El coala i l'eucaliptus, icones de la flora i fauna australianes

La gran majoria del territori australià és desèrtic o semiàrid. El continent australià és el continent més pla, amb les terres més antigues i menys fèrtils. Només els cantons del sud-est i el sud-oest experimenten un clima temperat. La major part de la població viu sobre la costa temperada del sud-est. El nord, per contra, gaudeix d'un clima tropical i consisteix en boscos pluvials o tropicals, praderes, pantans de mangle i deserts. El clima és força influenciat pels corrents oceànics, incloent-hi l'oscil·lació meridional d'El Niño, els efectes de la qual estan relacionats amb les sequeres periòdiques, mentre que el sistema de baixa pressió tropical temporal produeix ciclons al nord del continent.
Tot i que la major part del continent és semiàrid o desèrtic, s'hi troben una gran varietat d'hàbitats, des de bruguerars alpins fins als boscos tropicals, i és reconegut com un dels països megadiversos. Atesos l'edat del continent —i per conseqüència els baixos nivells de fertilitat—, així com els patrons climàtics extremadament variables i el seu aïllament geogràfic, la major part de la biota australiana és única i biodiversa. A prop del 85% de les plantes florals, 84% dels mamífers, més del 45% de les aus i el 89% dels peixos costaners de les àrees temperades en són endèmics. La majoria de les ecoregions australianes, i llurs espècies, són amenaçades per les activitats humanes i per les espècies que hi van ser introduïdes pels colonitzadors i immigrants. L'Acte de Protecció i Conservació de la Biodiversitat del 1999 és el marc jurídic que protegeix aquestes espècies amenaçades; s'han designat nombroses àrees protegides sota el control del Pla d'Acció de la Biodiversitat, per tal de protegir i preservar els ecosistemes únics. Seixanta-quatre pantans estan registrats en la convenció de Ramsar i setze llocs han estat designats com a Patrimoni de la Humanitat. La fauna més coneguda d'Austràlia inclou els monotremes, els marsupials (com ara el cangur, el coala i el wombat); i aus com ara l'emú. Moltes plantes i espècies animals es van extingir amb els primers assentaments humans aborígens, i d'altres arran de l'assentament europeu.

## Política i govern

### Estructura constitucional

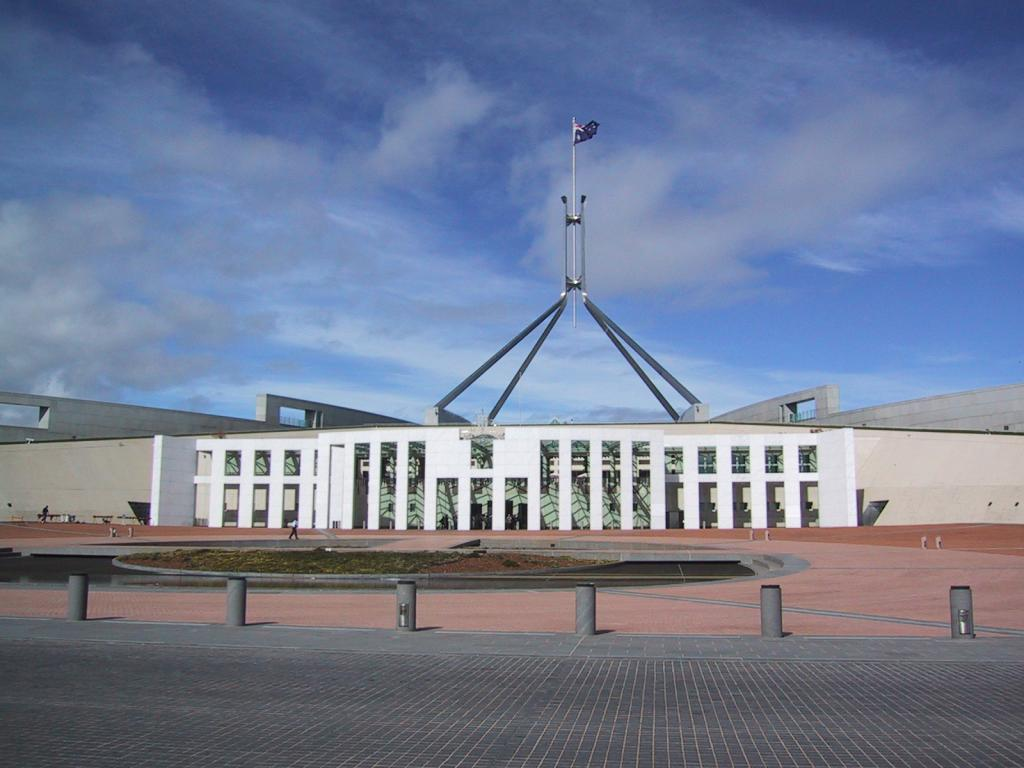
Edifici del Parlament a Canberra

La Mancomunitat d'Austràlia és una monarquia constitucional amb un sistema de govern parlamentari. El rei Carles III és el rei d'Austràlia, un paper diferenciat al paper que té com a rei del Regne Unit. El rei té la seva representació a Austràlia per mitjà del governador-general en l'àmbit federal i per mitjà dels governadors en l'àmbit estatal. Encara que la constitució atorga poders executius extensos al governador-general, normalment només els utilitza sota el consell del primer ministre. El cas més notable de l'ús d'aquests poders sense la direcció del primer ministre va ser la deposició del govern de Whitlam durant la crisi constitucional del 1975.
Austràlia té un govern amb tres branques de govern:
- La branca legislativa: el parlament de la Mancomunitat d'Austràlia, que inclou el rei, el Senat i la Cambra de Representants; el rei és representat pel governador-general.
- La branca executiva: el Consell Federal Executiu (el governador-general, aconsellat pels consellers executius); en la pràctica, els consellers són el primer ministre i els ministres de l'estat.
- La branca judicial: la Cort Suprema d'Austràlia i les altres corts federals. Les corts estatals van esdevenir independents del Comitè Judicial del Regne Unit el 1986.

El parlament és bicameral conformat pel Senat (la Cambra Alta) amb 76 senadors i la Cambra dels Representants (la Cambra Baixa) amb 150 membres. Els membres de la cambra baixa són elegits dels districtes coneguts com a electorats. Els seients de la Cambra dels Representants són assignats als estats d'acord amb llur població. Al Senat, cada estat està representat per 12 senadors, mentre que els territoris són representats per dos. Les eleccions per a ambdues cambres es realitzen cada tres anys; normalment només la meitat del Senat és renovat en cada elecció, ja que els senadors hi són elegits per un període de 6 anys. El partit amb la majoria a la Cambra de Representants forma el govern, i el cap del partit és designat en el primer ministre.
Hi ha tres partits polítics principals: el Partit Laboral, el Partit Liberal i el Partit Nacional. Senadors i representants independents o de partits minoritaris (com ara el Partit Verd i el Partit Demòcrata Australià) han aconseguit representació parlamentària, principalment en el Senat, encara que llur influència ha estat marginal. Des de l'elecció de 1996 la coalició Liberal-Nacional, encapçalada pel primer ministre, John Howard ha governat a Austràlia. Des de les eleccions del 2004, la coalició va guanyar el control del Senat, la primera vegada que un partit o coalició en el govern ho ha aconseguit en més de 20 anys. El sufragi és obligatori per a tots els ciutadans registrats al padró electoral amb 18 anys o més, en cada estat i territori i a escala federal. Registrar-se per a votar també és obligatori en totes les jurisdiccions llevat d'Austràlia del Sud.

### Divisions administratives
Austràlia és una federació de sis estats, dos territoris interiors i altres territoris menors. Els estats són Nova Gal·les del Sud, Queensland, Austràlia meridional, Tasmània, Victòria i Austràlia occidental. Els dos territoris interiors són el Territori del Nord i el Territori de la Capital Australiana.
Els territoris funcionen internament com els estats, però el Parlament de la Mancomunitat pot anul·lar les lleis que aprovin els parlaments territorials. Per contra, la legislació federal només pot anul·lar alguna reglamentació estatal en algunes àrees segons la secció 51 de la constitució d'Austràlia; els parlaments dels estats conserven tots els poders legislatius residuals, incloent-hi els poders sobre els hospitals, l'educació, la policia, la judicatura, les carreteres, el transport públic i el govern local.
Cada estat i territori té un parlament propi: els parlaments del Territori del Nord, el Territori de la Capital Federal i Queensland són unicamerals; la resta dels parlaments són bicamerals. La cambra baixa dels parlaments bicamerals estatals es coneixen com a Assemblea Legislativa o Casa de l'Assemblea, mentre que la cambra alta es coneix com a Consell Legislatiu. El cap de govern de cada estat és el premier, i en els territoris és el ministre en cap. El rei és representat en cada estat per un governador; per un administrador al Territori del Nord i per un governador-general al Territori de la Capital Australiana.
Austràlia també administra diversos territoris menors; el govern federal administra una àrea separada dins Nova Gal·les del Sud, el Territori de la Badia de Jervis, com a base naval i port marítim per a la capital nacional. A més, pertanyen a Austràlia els següents territoris externs habitats: L'Illa de Norfolk, l'illa Christmas, les Illes de Cocos, i altres territoris deshabitats com ara les Illes d'Ashmore i Cartier, les Illes del mar del Corall, les Illes de Heard i McDonald i el Territori Antàrtic Australià.
| Estat/territori                     | Superfície (km²) | Població (2003) | Densitat (hab./km²) | Capital   | % de població a la capital |
| ----------------------------------- | ---------------- | --------------- | ------------------- | --------- | -------------------------- |
| Territori de la Capital Australiana | 2 358 (8è)       | 308 700 (7è)    | 137 (1r)            | Canberra  | 100%* (1r)                 |
| Nova Gal·les del Sud                | 800 642 (5è)     | 6 657 400 (1r)  | 8.32 (3r)           | Sydney    | 63% (5è)                   |
| Victòria                            | 227 416 (6è)     | 5 000 000 (2n)  | 44 (2n)             | Melbourne | 71% (4t)                   |
| Queensland                          | 1 730 648 (2n)   | 3 729 000 (3r)  | 2.15 (5è)           | Brisbane  | 46% (7è)                   |
| Austràlia Meridional                | 983 482 (4t)     | 1 522 500 (5è)  | 1.55 (6è)           | Adelaida  | 73,5% (2n)                 |
| Austràlia Occidental                | 2 529 875 (1r)   | 1 952 280 (4t)  | 0.77 (7è)           | Perth     | 73,4% (3r)                 |
| Tasmània                            | 68 401 (7è)      | 478 400 (6è)    | 6.92 (4t)           | Hobart    | 41% (8è)                   |
| Territori del Nord                  | 1 349 129 (3r)   | 197 700 (8è)    | 0.15 (8è)           | Darwin    | 54% (6è)                   |

## Economia

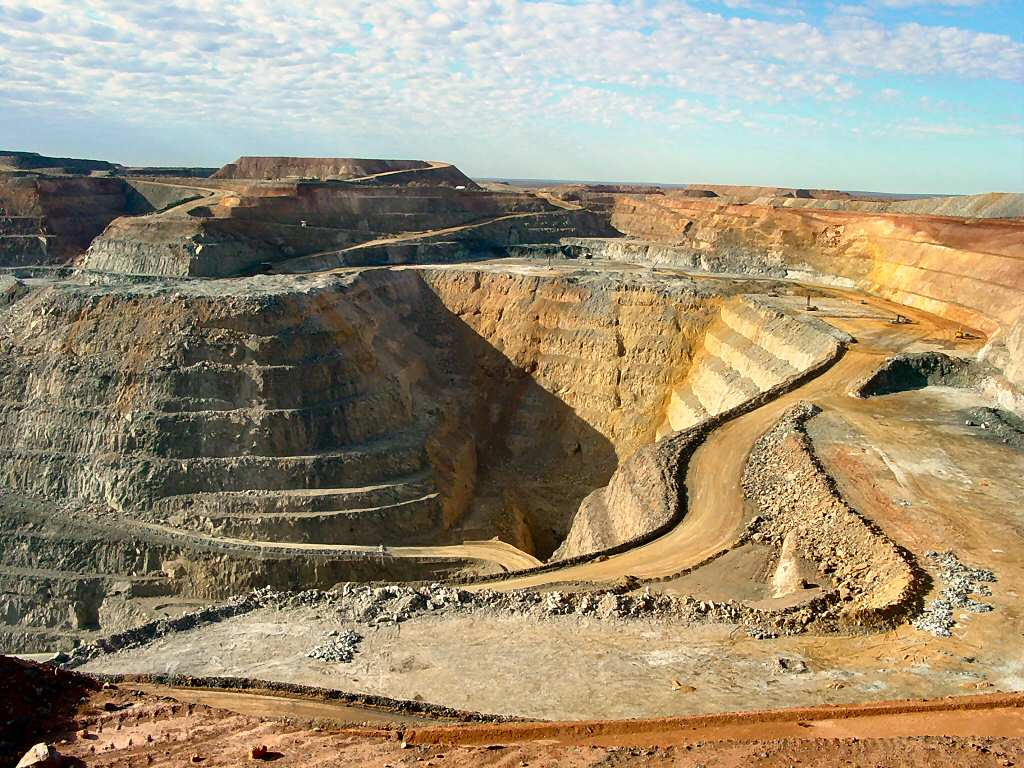
La super-mina de Kalgoorlie, la mina oberta d'or més gran del món

Austràlia és una economia occidental mixta molt pròspera, amb un producte interior brut per capita lleugerament superior al del Regne Unit, Alemanya i França. Ocupa la tercera posició del món segons l'índex de desenvolupament humà del 2005 i la sisena en qualitat de vida d'acord amb l'índex elaborat per The Economist. L'absència d'una indústria manufacturera orientada a les exportacions ha estat considerada com un dels punts febles de l'economia australiana; no obstant això, les puges en els preus de les exportacions de productes bàsics australians així com l'increment del turisme han fet innecessària aquesta consideració. Austràlia té el quart dèficit de compte corrent més gran del món en termes absoluts (en termes relatius, representa més del 7% del seu PIB).
Durant la dècada de 1980, el Partit del Treball, encapçalat llavors pel primer ministre Bob Hawke i el tresorer Paul Keating, va començar un procés de reforma econòmica amb la lliure flotació del dòlar australià el 1983 i amb la liberalització del sistema financer. Des de 1996, el govern de Howard ha continuat amb el procés de reforma microeconòmica, que inclou la liberalització parcial del mercat laboral i la privatització de les empreses públiques, principalment la indústria de telecomunicacions. Una reforma important del sistema de cobrament d'impostos va ser implementada el 2000 amb una introducció d'un impost sobre els béns i els serveis del 10%, el qual ha reduït la dependència del govern en l'impost sobre la renda (personal i corporativa), una característica única del sistema australià.
L'economia australiana no ha experimentat cap recessió des dels inicis de la dècada de 1990. El gener del 2006, la taxa d'atur era del 5,3%, amb una ocupació total de 10.034.500 persones. El sector dels serveis de l'economia, que inclou el turisme, l'educació i els serveis financers, representa el 69% del PIB. L'agricultura i els recursos naturals representen el 3% i el 5% del PIB respectivament, però, contribueixen considerablement a les exportacions del país. Els principals mercats d'Austràlia són Japó, Xina, els Estats Units, Corea del Sud i Nova Zelanda. Una àrea de preocupació per als economistes és l'elevat dèficit de compte corrent i els nivells de deute extern.
És el primer país del món en exportació de llana i carn de xai, bauxita, titani, així com l'estat que conté més reserves d'urani.

## Geografia humana i societat

### Etnografia i immigració

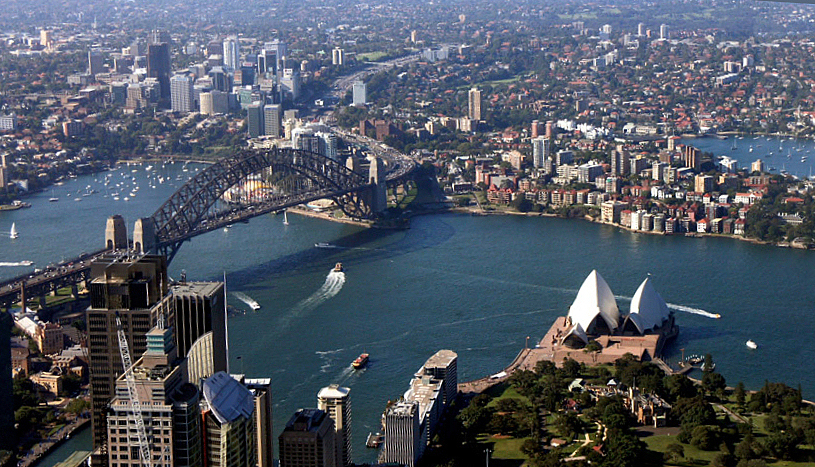
Ciutat de Sydney, la més poblada d'Austràlia

La majoria dels 21 milions d'australians són descendents dels colonitzadors i dels immigrants; el 90% de la població australiana és d'ascendència europea. La majoria dels immigrants colonials i els posteriors a la independència provenien gairebé exclusivament de la Gran Bretanya i Irlanda, de manera que la població d'origen anglocèltica encara hi predomina. La població australiana s'ha quadruplicat des de la fi de la Primera Guerra Mundial, gràcies a l'ambiciós programa d'immigració australiana. Entre la fi de la Segona Guerra Mundial i el 2000, al voltant de 5,9 milions de persones de la població total es van establir a Austràlia com a immigrants nous, la qual cosa vol dir que dos de cada set australians van néixer a l'estranger. El 2001, els cinc grups més grans del 23,1% d'australians nascuts a l'estranger provenien del Regne Unit, Nova Zelanda, Itàlia, el Vietnam i la Xina. Després de l'abolició de la política de l'Austràlia blanca el 1973, nombroses iniciatives governamentals s'han establert per a encoratjar i promoure l'harmonia ètnica basada en una política de multiculturalisme. La població indígena, que inclou els aborígens del continent i de les Illes de l'estret de Torres, era de 410.003 (o el 2,2% de la població total) el 2001; un increment significatiu des del cens de 1976, que reportà una població aborigen de 115.953.

### Llengües
L'anglès és la llengua oficial d'Austràlia. Segons el cens del 2001, l'anglès és l'única llengua parlada a les llars del 80% de la població australiana. També s'hi parlen el xinès (2,1%), l'italià (1,9%) i el grec (1,4%). Una proporció significativa dels immigrants de primera i segona generació són bilingües. Es creu que a prop de 200 i 300 llengües aborígens australianes existien abans del primer contacte amb els europeus. Només n'han sobreviscut 70, i 50 estan en perill d'extinció. A prop de 50.000 (0,25%) persones parlen una llengua aborigen com a llengua materna.

### Religió
No hi ha cap religió oficial de l'estat. El cens del 2006 va reportar que el 68% dels australians eren cristians: el 26% eren catòlics i el 19% eren anglicans. El 19% van reportar "cap religió", fet que inclou l'humanisme, l'ateisme, l'agnosticisme i el racionalisme; i el 12% no va respondre o no va donar una resposta adequada. El 5% eren d'una religió no cristiana. Com en la majoria dels països occidentals, el nivell de participació activa o assistència a l'església és molt menor.

### Educació
L'educació és obligatòria a tot Austràlia, dels 6 als 15 anys (16 a l'Austràlia meridional i Tasmània, i 17 a l'Austràlia occidental). La taxa d'alfabetisme és del 99%. Segons el Programa per a l'Avaluació Internacional dels Estudiants de l'OCDE, l'educació australiana és la vuitena millor del món; i una posició molt millor que la mitjana dels països de l'OCDE. Amb finançament públic, s'han establert 38 universitats i, tot i que també s'han establert diverses universitats privades, la gran majoria reben finançament públic. Hi ha un sistema d'entrenament vocacional organitzat en l'àmbit estatal, inferior al nivell de llicenciatura de les universitats, conegut com l'Educació Tècnica i Superior (TAFE). Prop del 58% dels australians entre els 25 i els 64 anys tenen qualificacions universitàries o vocacionals; i la taxa de graduació d'educació terciària és del 4,9%, la més alta dels països de l'OCDE, així com la taxa d'alumnes internacionals en relació amb els alumnes nacionals en l'educació terciària.

## Cultura i oci

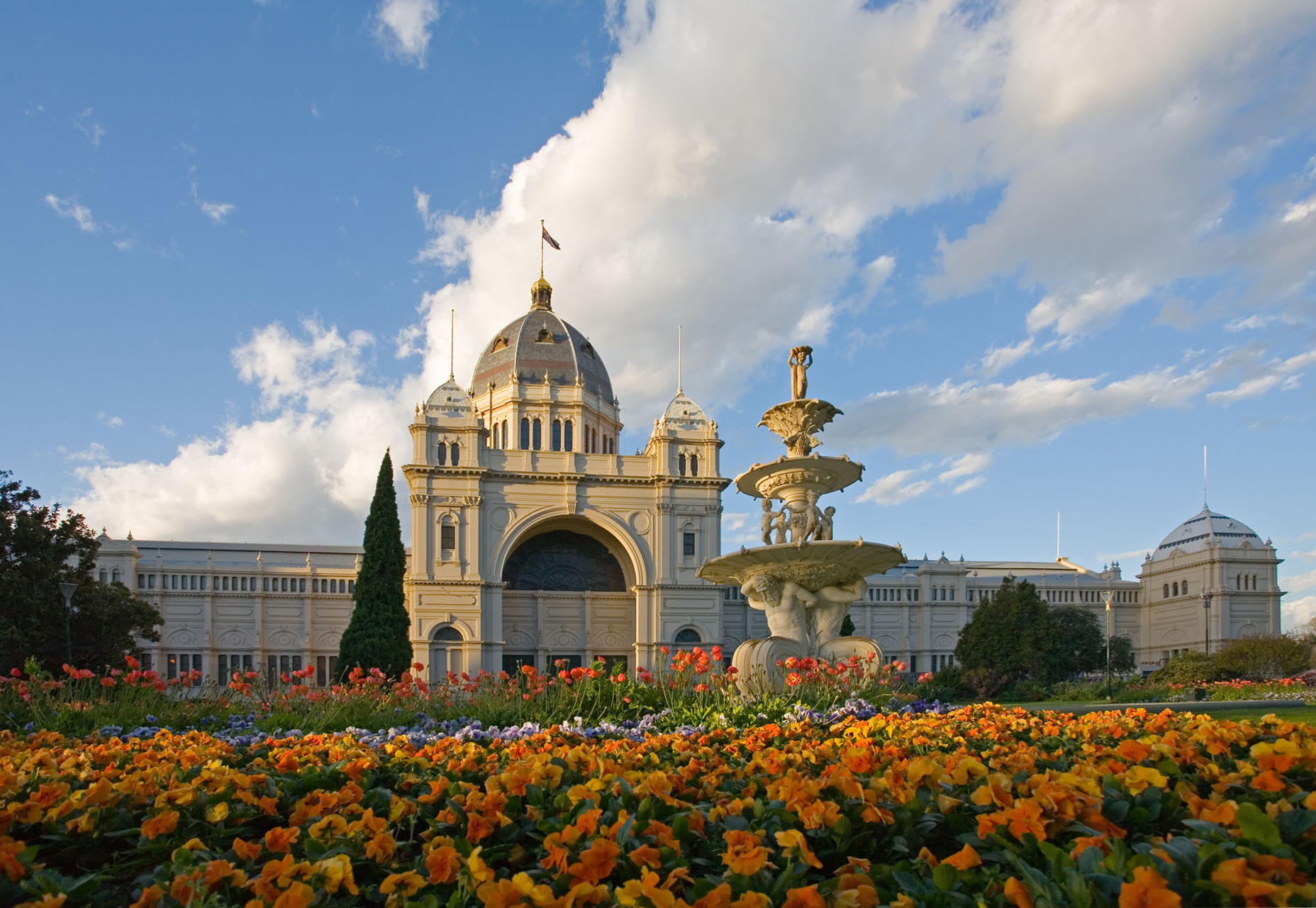
Royal Exhibition Building a Melbourne

Des de 1788, el fonament de la cultura australiana ha estat la cultura anglocelta, tot i que s'hi van desenvolupar diverses característiques, atesos l'ambient únic del país i la cultura aborigen preexistent. Els últims 50 anys, la cultura australiana ha estat força influenciada per la cultura popular estatunidenca —especialment la televisió i el cinema— així com per la immigració massiva de persones de països no angloparlants.
L'himne nacional és Advance Australia Fair. Entre les cançons que extraoficialment tenen també aquest estatus, hi ha Waltzing Matilda, I Still Call Australia Home, de Peter Allen; o fins i tot Down Under, de Men at Work.
Les arts visuals australianes tenen una història llarga, que comença amb les pintures de coves dels aborígens. A partir dels primers assentaments europeus, un tema comú de l'art australià ha estat la geografia i els paisatges, com ara les obres d'Arthur Streeton, Arthur Boyd i Albert Namatjira. Les tradicions dels aborígens s'han transmès oralment i estan relacionades amb les cerimònies i les històries dels somnis. La música, la dansa i l'art aborigen han influenciat les arts contemporànies australianes. Austràlia té una tradició activa de música, ballet i teatre; la majoria de les companyies d'art reben finançament públic per mitjà del Consell Australià del govern federal. Hi ha una orquestra simfònica en cada capital dels estats de la federació i una companyia d'òpera nacional, l'Opera Australia.
Entre els escriptors australians reconeguts, es troben Banjo Paterson i Henry Lawson, que van escriure sobre la natura australiana. El caràcter colonial d'Austràlia predominà en els primers escrits de literatura. El 1973, Patrick White va rebre el Premi Nobel de Literatura; és reconegut com un dels escriptors en llengua anglesa més grans del segle xx.
Austràlia té dues cadenes de televisió públiques —l'ABC i l'SBS—, tres cadenes comercials i diversos altres serveis de pagament i gratuïts.